# Casalot de la Llegenda
El Casalot de la Llegenda fou una masia, actualment en ruïnes, de l'extrem de llevant del terme municipal de Monistrol de Calders, al Moianès, a prop del límit amb Granera. És en terres de la masia del Coll.
Es troba a la mateixa carena del Serrat dels Ermots del Coll, al sud-est de Trullars, al sud-oest de la masia del Coll i al nord-oest de la de la Roca.
És una masia sobre la qual no hi ha, fins ara, cap mena de documentació que permeti saber-ne el nom, però existeix la llegenda que diu que es tracta d'una masia fundada fora de la jurisdicció del baró de Granera, però a ran dels seus termes, per un jove que fugia dels mals usos d'aquell baró, concretament el del dret de cuixa. Com que només se'n coneix aquesta llegenda, aquest és el nom provisional que s'hi ha posat.